# Pozo de Hunzahúa
El Pozo de Hunzahúa, conocido antiguamente como Pozo de Donato,  es un parque y museo arqueológico de la cultura muisca que se encuentra ubicado al norte de la ciudad de Tunja, Colombia, en el antiguo sitio sagrado de la ciudad de Hunza.

## Características
Se encuentra una laguna de aguas frías y profundas bordeada en piedra. A su alrededor se hallan senderos en piedra, bohíos y algunas de las columnas del legendario templo solar de Goranchacha, monolitos que datan de la época precolombina. Los bohíos conservan los diseños arquitectónicos de las comunidades al igual que algunos objetos encontrados. En el islote se encuentra una réplica en miniatura del parque en conjunto.

## Historia
Según cuenta la leyenda, el Cacique Hunzahúa quien pretendía el amor de Noncetá, una de sus hermanas, decidió un día, con el fin de escapar de la vigilancia de su madre, llevar a su hermana a la provincia de los chipataes para comprar algodón. Allí la sedujo y al regresar, al notar la madre que el vientre y pechos de su hija crecían, montó en cólera y arremetió contra ella con la sana (palo para agitar la chicha), pero la muchacha se ocultó tras el recipiente en el que se preparaba el licor, y este, al ser golpeado se quebró, dejando derramar la chicha contenida en él formando un pozo que se convirtió en agua.
Posteriormente, en tiempos de la conquista, Quemuenchatocha, temiendo que los españoles se apoderaran de su oro, ordenó a su pueblo que arrojaran todas sus riquezas al pozo para que jamás pudieran recuperarlo.
El capitán español saturniano Jerónimo Donato de Rojas, intentó, en el siglo XVII, desecar la laguna sin obtener éxito alguno. De ahí que se le conozca como Pozo de Donato.

## Leyenda
Cuentan que el pozo no tiene fondo, y que además, entre sus aguas hay pilares, sobre los cuales podría estar sosteniendo la ciudad de Tunja. También, que hubo un intento de secar la laguna, pero que al momento de empezar, la ciudad empezó a temblar, por lo cual se desistió del objetivo.
Esta Leyenda de origen colombiano, cuenta que fue Hunzahúa, uno de los pocos soberanos que impusieron su dominación sobre toda la nación chibcha. Era fuerte y luchador en las batallas. Pero la ruina de aquel hombre irresistible, no la acarreó ningún enemigo, sino sus desarregladas pasiones.
Tenía Hunzahúa una hermana tan hermosa, que no pudiera haberse hallado otra como ella entre todas las doncellas chibchas. El veleidoso monarca se enamoró apasionadamente de su hermana y comunicó a su madre su determinación. Negándose la madre a dársela como esposa. Cosa insólita debió parecerle a aquella grave matrona tan insensato antojo de su hijo. Los chibchas, al menos en los dominios de Zipa, tenían prohibido el matrimonio entre parientes, hasta el segundo grado de consanguinidad, y en toda la nación chibcha era tan abominable el incesto, que tenía siempre por castigo la muerte.
Quedó Hunzahúa, anonadado ante la inflexible negativa de su madre. La más acerba tristeza abatió por muchos días el ánimo del soberano de los chibchas. Perdió el tino y el consejo, y prefirió huir a Chipatae, robando a su hermana de la tutela de su madre. En Chipatae la hizo su esposa. Algún tiempo después, el recuerdo de su madre desolada, los forzó a volver a Tunja al hogar materno. Bien comprobó entonces la madre que los dos hijos eran esposos, montó en cólera y dispuso corregir a en su hija tan enorme escándalo con un severo castigo. Echó mano de la sana, que era el palo de revolver la chicha; la muchacha, que no era tonta, se amparó tras de la tinaja. Esquivó el tremendo garrotazo, que dio estruendosamente sobre la gacha o moya. Toda la chicha se derramó y entonces se formó el pozo de Hunzahúa, que es como en nuestros días se denomina una famosa laguna, situada al norte de la ciudad de Tunja.
Los dos desalentados hermanos ya no dudaron que solamente huyendo de palacio podrían gustar la felicidad. Abandonaron a Tunja y partieron hacia el sur, hasta Susa. Aquí se dispuso con alegría el Zaqueerrante a recibir de su esposa el primer fruto de aquel su gran amor tan desdichado. Pero los nuevos padres quedaron espantados, al ver que el niño recién nacido se les quedó, de pronto, ante sus ojos, convertido en piedra y quedándose como estatua.

## Actualidad
Hoy podemos apreciar este lugar legendario, recuerdo del pasado muisca de la ciudad. Se halla en predios de la Universidad Pedagógica y Tecnológica de Colombia, la cual lo ha cedido en comodato a una empresa privada llamada Pizza Nostra.